# Ictiopatología
La Ictiopatología es el estudio de las enfermedades de los peces. El crecimiento del cultivo de peces (piscicultura) coloca a esta como una importante actividad de producción animal en el escenario mundial. Brasil es considerado el país de mayor potencial para la piscicultura debido a su alta disponibilidad de agua propicia para la crianza de peces. 

## Etimología
La palabra ictiopatologia tiene el origen en tres palabras griegas: ichthys que significa pez; pathos que significa enfermedad; y logos que significa estudio.

## Ictiopatologia en sentido amplio
La ictiopatología, en sentido amplio, comprende las causas, consecuencias y tratamientos de las enfermedades que sufren los peces.    

### Causas
En relación con las causas de las enfermedades se deben considerar a los agentes físicos, químicos y biológicos. 
a) Como ejemplo de agente físico, tenemos traumatismos diversos por captura, u ocurrencias en el transporte. Podríamos citar también como agente físico a la temperatura del agua.
b) Como ejemplo de agente químico, tenemos casi siempre relacionado con un componente tóxico para los peces. La contaminación ambiental por pesticidas, a elevados niveles de amonio ejemplifican a un  agente químico. 
c) Como ejemplo de un agente biológico, tenemos a los parásitos, bacterias y vírus.

### Tratamiento
El tratamiento, comprende los diversos procedimentos adoptados para reparar las consecuencias y controlar, o eliminar las causas. Se pueden usar fármacos. La mayoría de las veces, un tratamiento consiste en una asociación del uso de fármacos así como adoptar técnicas de manejo sobre el medio ambiente acuático como mejorar las condiciones del agua.